# Цукровий провулок (Київ)
Цукро́вий прову́лок — провулок у Подільському районі міста Києва, місцевість Куренівка. Пролягає від Кирилівської до Копилівської вулиці.

## Історія
Провулок виник у середині XIX століття під сучасною назвою, але в російському варіанті: Сахарний — від розташованого неподалік цукрового заводу (нині — територія Київської макаронної фабрики). Первісна забудова втрачена.